# Tatjana Zautys
Tatjana Zautys (ur. 4 maja 1980 r. w Stuttgarcie) – niemiecka siatkarka, grająca na pozycji atakującej. Obecnie występuje w drużynie VC Stuttgart.